# Gran Premio de Singapur
El Gran Premio de Singapur es una carrera de automovilismo válida para el Campeonato Mundial de Fórmula 1 disputada anualmente con monoplazas en el circuito callejero de Marina Bay, ubicado en el Consejo de Desarrollo Central de la ciudad-estado de Singapur. Es uno de los grandes premios más atractivos y desgastantes de la temporada, debido al trazado de la pista combinado con factores climáticos y concentración máxima, siendo desde 2008 una fecha puntuable en el calendario de la categoría.

## Historia
Su primera edición se celebró en 1966 en el Circuito Thomson Road formando parte del calendario de la Fórmula Libre, lugar donde se seguiría realizando hasta 1973.
El 25 de octubre de 2007, la FIA confirmó que el nuevo evento en Singapur sería una carrera nocturna, la primera de estas características en la historia de la Fórmula 1, y que sería así por un período de 5 años, prorrogables a 5 más, dependiendo de las condiciones económicas y los resultados durante este tiempo.
La edición inaugural se celebró del 26 al 28 de septiembre de 2008, en un circuito urbano dentro de la bahía de Marina Bay, situada en el Consejo de Desarrollo Central de la ciudad, y con una longitud de 5.067 metros. La pista cuenta con 24 curvas (10 a la derecha y 14 a la izquierda), las cuales se recorren a lo largo de 61 vueltas en sentido contrario a las manecillas del reloj. La carrera es nocturna debido a que de esta manera los telespectadores de Europa pueden verla de día, en horario más accesible, en vez de madrugada.
El piloto español Fernando Alonso se convirtió en el primer ganador del Gran Premio de Singapur, en una carrera que tiempo después sería controvertida. Con ello, no solo obtuvo su primera victoria de aquella temporada, sino que también se convirtió en el primer piloto en ganar una carrera nocturna en la historia del certamen.

## Ganadores
Las ediciones que no formaron parte del Campeonato Mundial de Fórmula 1 están indicadas con un fondo rosa.
| Año        | Piloto                                          | Equipo/Motor                                    | Circuito                                        | Resultados                                      |                |
| ---------- | ----------------------------------------------- | ----------------------------------------------- | ----------------------------------------------- | ----------------------------------------------- | -------------- |
| 1966       | Lee Han Seng                                    | Lotus-Ford                                      | Thomson Road                                    |                                                 |                |
| 1967       | Rodney Seow                                     | Merlyn-Ford                                     | Thomson Road                                    |                                                 |                |
| 1968       | Garrie Cooper                                   | Elfin-Ford                                      | Thomson Road                                    |                                                 |                |
| 1969       | Graeme Lawrence                                 | McLaren-Ford                                    | Thomson Road                                    |                                                 |                |
| 1970       | Graeme Lawrence (2)                             | Ferrari                                         | Thomson Road                                    |                                                 |                |
| 1971       | Graeme Lawrence (3)                             | Brabham-Ford                                    | Thomson Road                                    |                                                 |                |
| 1972       | Max Stewart                                     | Mildred-Waggot                                  | Thomson Road                                    |                                                 |                |
| 1973       | Vern Schuppan                                   | March-Ford                                      | Thomson Road                                    |                                                 |                |
| 1974- 2007 | No se disputó.                                  | No se disputó.                                  | No se disputó.                                  | No se disputó.                                  | No se disputó. |
| 2008       | Fernando Alonso                                 | Renault                                         | Marina Bay                                      | Resultados                                      |                |
| 2009       | Lewis Hamilton                                  | McLaren-Mercedes                                | Marina Bay                                      | Resultados                                      |                |
| 2010       | Fernando Alonso (2)                             | Ferrari                                         | Marina Bay                                      | Resultados                                      |                |
| 2011       | Sebastian Vettel                                | Red Bull-Renault                                | Marina Bay                                      | Resultados                                      |                |
| 2012       | Sebastian Vettel (2)                            | Red Bull-Renault                                | Marina Bay                                      | Resultados                                      |                |
| 2013       | Sebastian Vettel (3)                            | Red Bull-Renault                                | Marina Bay                                      | Resultados                                      |                |
| 2014       | Lewis Hamilton (2)                              | Mercedes                                        | Marina Bay                                      | Resultados                                      |                |
| 2015       | Sebastian Vettel (4)                            | Ferrari                                         | Marina Bay                                      | Resultados                                      |                |
| 2016       | Nico Rosberg                                    | Mercedes                                        | Marina Bay                                      | Resultados                                      |                |
| 2017       | Lewis Hamilton (3)                              | Mercedes                                        | Marina Bay                                      | Resultados                                      |                |
| 2018       | Lewis Hamilton (4)                              | Mercedes                                        | Marina Bay                                      | Resultados                                      |                |
| 2019       | Sebastian Vettel (5)                            | Ferrari                                         | Marina Bay                                      | Resultados                                      |                |
| 2020- 2021 | No se disputó debido a la pandemia de COVID-19. | No se disputó debido a la pandemia de COVID-19. | No se disputó debido a la pandemia de COVID-19. | No se disputó debido a la pandemia de COVID-19. |                |
| 2022       | Sergio Pérez                                    | Red Bull-RBPT                                   | Marina Bay                                      | Resultados                                      |                |
| 2023       | Carlos Sainz Jr.                                | Ferrari                                         | Marina Bay                                      | Resultados                                      |                |
| 2024       | Lando Norris                                    | McLaren-Mercedes                                | Marina Bay                                      | Resultados                                      |                |

## Estadísticas

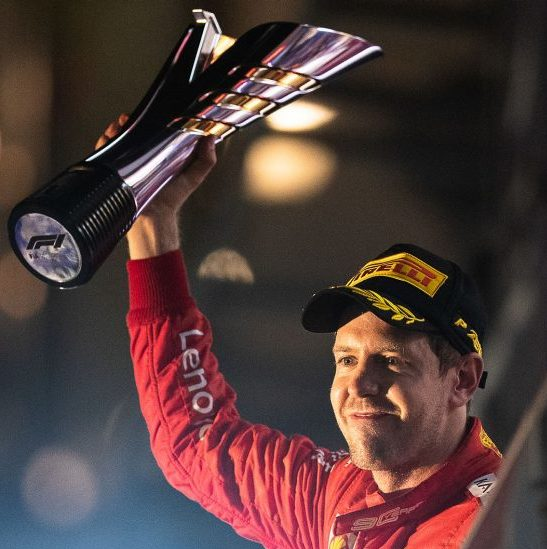
Con 3 victorias con Red-Bull y 2 con Ferrari, Vettel es el mayor ganador en el circuito.

### Pilotos con más victorias
| Victorias | Piloto           | Años                         |
| --------- | ---------------- | ---------------------------- |
| 5         | Sebastian Vettel | 2011, 2012, 2013, 2015, 2019 |
| 4         | Lewis Hamilton   | 2009, 2014, 2017, 2018       |
| 2         | Fernando Alonso  | 2008, 2010                   |
| 1         | Nico Rosberg     | 2016                         |
| 1         | Sergio Pérez     | 2022                         |
| 1         | Carlos Sainz Jr. | 2023                         |
| 1         | Lando Norris     | 2024                         |

### Constructores con más victorias
| Victorias | Constructor | Años                   |
| --------- | ----------- | ---------------------- |
| 4         | Mercedes    | 2014, 2016, 2017, 2018 |
| 4         | Red Bull    | 2011, 2012, 2013, 2022 |
| 4         | Ferrari     | 2010, 2015, 2019, 2023 |
| 2         | McLaren     | 2009, 2024             |
| 1         | Renault     | 2008                   |